# اللجنة المؤقتة لحماس
اللجنة المؤقتة لحماس هي لجنة مكونة من خمسة أشخاص شكلتها حماس عقب اغتيال إسماعيل هنية في 31 يوليو 2024، لتسهيل عملية اتخاذ القرار نظراً لصعوبة التواصل مع الرئيس المعين يحيى السنوار والذي كان مقره في قطاع غزة. تتخذ اللجنة من الدوحة، مقراً لها، وهي مكلفة باتخاذ القرارات الاستراتيجية وإدارة حماس خلال الحرب بين إسرائيل وحماس والظروف الاستثنائية. تتكون اللجنة من خمسة أعضاء، من بينهم خالد مشعل، وخليل الحية، وزاهر جبارين، الذين يمثلون الشتات الفلسطيني وقطاع غزة والضفة الغربية على التوالي، بالإضافة إلى رئيس مجلس الشورى محمد إسماعيل درويش، ومسؤول لم يتم الكشف عن اسمه يشغل منصب أمين سر المكتب السياسي.
في أعقاب مقتل يحيى السنوار في رفح في 16 أكتوبر2024، ناقشت اللجنة في البداية إمكانية تعيين خليفة واحد، لكنها اختارت في النهاية الحكم من خلال اللجنة حتى موعد انتخابات قيادة حماس المقرر في مارس 2025. في 24 أكتوبر، أكدت حماس أنها تناقش خليفة ليحيى السنوار وأنها ستعلن عن الاسم بمجرد اكتمال عملية الاختيار.

## الأعضاء
| الصورة | الاسم تاريخ الميلاد | منصبه                                                                                         | المراجع |
| ------ | ------------------- | --------------------------------------------------------------------------------------------- | ------- |
|        | خالد مشعل 1956      | رئيس المكتب السياسي السابق لحركة حماس من عام 1996 إلى عام 2017 وممثل حماس في الشتات الفلسطيني | [ 7 ]   |
|        | خليل الحية 1960     | نائب رئيس المكتب السياسي لحركة حماس منذ عام 2024 وممثل حركة حماس في قطاع غزة                  | [ 7 ]   |
|        | زاهر جبارين 1968    | ممثل وزعيم حماس في الضفة الغربية منذ عام 2024                                                 | [ 7 ]   |
|        | محمد اسماعيل درويش  | رئيس مجلس شورى حماس منذ عام 2023                                                              | [ 7 ]   |
|        | مسؤول غير مسمى      | أمين المكتب السياسي الذي تبقى هويته سرية لأسباب أمنية                                         | [ 7 ]   |